# Epístolas joaninas

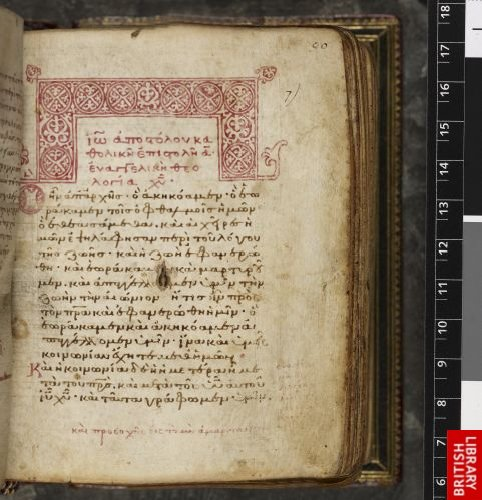
Primeira Epístola de João

As epístolas joaninas, as Epístolas de João ou as Cartas de João são três das epístolas católicas do Novo Testamento, que se acredita terem sido escritas entre 85 e 100 d.C. A maioria dos estudiosos concorda que todas as três cartas foram escritas pelo mesmo autor, embora haja um debate sobre quem é esse autor.

## Primeira
Essa epístola, diferente das outras duas, é escrita mais como um sermão, com o objetivo de ajudar a fortalecer a fé das pessoas em Jesus, para ajudá-las a entender por que um ser tão grande quanto o Filho de Deus teria uma vida mortal e a morte agonizante de um mortal.

## Segunda
Esta epístola é escrita como uma pequena carta do apóstolo a uma "dama eleita" sem nome, a quem ele ama e ama a seus filhos. Na carta, João adverte sobre a abertura de sua casa para falsos profetas e para sempre praticar a verdade, evitando o sigilo.

## Terceira
A terceira epístola, também uma carta curta, é dirigida a um homem chamado Caio e mencionado como "um amigo querido". Ele fala sobre um homem chamado Diótrefes, que Gaio excomungou da igreja e criou um sentimento anti-missionário, tentando fazer com que a igreja parasse de receber missionários. Acredita-se que a carta tenha sido entregue por uma terceira pessoa, Demétrio.